# Каскејдс (Вирџинија)
Каскејдс (енгл. Cascades) насељено је место без административног статуса у америчкој савезној држави Вирџинија.

## Демографија
По попису из 2010. године број становника је 11.912.
| Група             | 2000.    | 2010.         |
| Белци             | 0 (0,0%) | 8.085 (67,9%) |
| Афроамериканци    | 0 (0,0%) | 719 (6,0%)    |
| Азијати           | 0 (0,0%) | 1.652 (13,9%) |
| Хиспаноамериканци | 0 (0,0%) | 984 (8,3%)    |
| Укупно            | 0        | 11.912        |